# NGC 2430
NGC 2430 — группа звёзд в созвездии Корма.
Этот объект входит в число перечисленных в оригинальной редакции «Нового общего каталога».
Идентификация объекта не определена. NGC 2430 может быть большой разреженной группой, состоящей из относительно слабых звёзд и расположенной в 5' от координат Гершеля, либо звёздным скоплением OCL 606, которое находится в 1,7 минутах прямого восхождения и 5' от координат Гершеля и соответствует его описанию для NGC 2430.